# Shuttle Loop

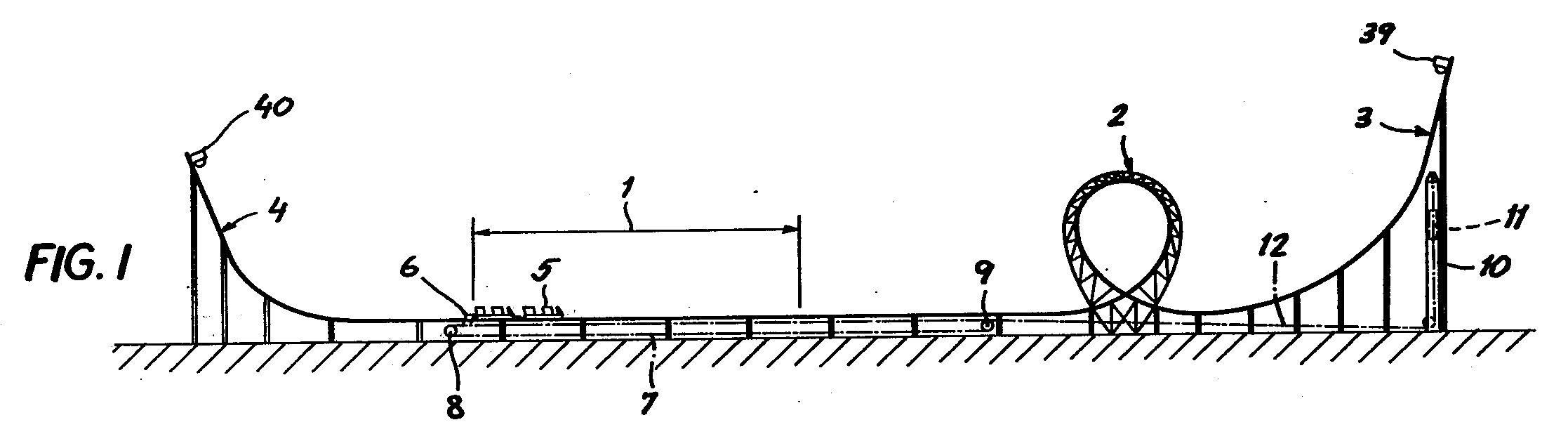
Schéma de principe des montagnes russes Shuttle Loop.

Dans le monde des parcs de loisirs, le terme Shuttle Loop, qui signifie littéralement « boucle (à) navette », est un type de montagnes russes en métal sur circuit ouvert, dans lequel le train est propulsé depuis une position élevée, parcourt une boucle et monte une pente inverse avant de refaire partiellement le parcours — boucle incluse — en sens inverse. Leur invention est due à l'ingénieur allemand Anton Schwarzkopf.
Les premières montagnes russes de ce type ont ouvert en 1977. Dénommée King Cobra, elles étaient situées dans le parc Kings Dominion de Richmond en Virginie, aux États-Unis.

## Exemples de Shuttle Loops
- Turbine, parc Walibi Belgium, Wavre, Belgique.